# Econometria
Econometria é um conjunto de ferramentas estatísticas com o objetivo de entender a relação entre variáveis econômicas através da aplicação de um modelo matemático.
A econometria nasceu como uma disciplina científica na década de 1930. Nos primeiros anos, a maioria das aplicações lidava com questões macroeconômicas para ajudar governos e grandes empresas a tomar suas decisões de longo prazo. Atualmente a econometria é uma ferramenta indispensável para modelar a realidade em quase todas as disciplinas econômicas e de negócios.

## Modelo econométrico básico: regressão linear
A ferramenta básica da econometria é o modelo de regressão linear (modelo clássico de regressão linear). Na econometria moderna, outras ferramentas estatísticas são frequentemente usadas, mas a regressão linear é, ainda, o ponto de partida mais frequente para a análise.
Um modelo, de uma forma geral, é um conjunto de distribuições conjuntas que satisfazem certos pressupostos. Um modelo clássico de regressão linear é um conjunto de distribuições conjuntas que satisfazem a quatro pressupostos:
1. Linearidade;
2. Exogeneidade estrita;
3. Ausência de multicolinearidade;
4. Variância esférica dos erros.

Assumindo uma variável dependente (a que se quer explicar) "Y" e um conjunto de "K" variáveis explicativas "X1", "X2", "X3", ..., "XK" (que explicam a variável dependente),  podemos representar o modelo clássico de regressão linear de duas maneiras:
|                                | Representação não matricial | Representação matricial |
| ------------------------------ | --- | --- |
| Modelo                         | - {\displaystyle y_{i}=\beta _{1}*x_{i1}+\beta _{2}*x_{i2}+...+\beta _{k}*x_{iK}+u_{i}} | - {\displaystyle Y=X\beta +U} |
| Em que                         | - o subscrito "i" varia de 1 a n e representa o número de observações. - {\displaystyle u_{i}} é o erro não observado, que atende à propriedade de exogeneidade estrita: {\displaystyle E(u_{i}\|x_{1},x_{2},x_{3},...,xn)=0}, ou seja, o erro não é correlacionado com nenhuma das variáveis do modelo. | - Y é um vetor coluna com as "n" observações da variável "y", ou seja: {\displaystyle Y={\begin{bmatrix}y_{1}\\y_{2}\\y_{3}\\...\\y_{n}\end{bmatrix}}} - X é uma matriz com "n" linhas e "K" colunas, representando as "n" observações e as "K" variáveis explicativas:{\displaystyle X={\begin{bmatrix}x_{11}&x_{12}&x_{13}&...&x_{1K}\\x_{21}&x_{22}&x_{23}&...&x_{2K}\\x_{31}&x_{32}&x_{33}&...&x_{3K}\\...\\x_{n1}&x_{n2}&x_{n13}&...&x_{nK}\end{bmatrix}}} - β é um vetor coluna com os "K" coeficientes - U é um vetor de erros não observáveis, que atende à propriedade da exogeneidade estrita: {\displaystyle E(u_{i}\|X)=0,i=1,2,...,n}. |
| Se o modelo admite intercepto, | {\displaystyle x_{1}=1} | A primeira coluna da matriz X é igual a 1, ou seja, {\displaystyle X={\begin{bmatrix}1&x_{12}&x_{13}&...&x_{1K}\\1&x_{22}&x_{23}&...&x_{2K}\\1&x_{32}&x_{33}&...&x_{3K}\\...\\1&x_{n2}&x_{n13}&...&x_{nK}\end{bmatrix}}} |

## Métodos
- Seja um modelo na forma matricial

{\displaystyle Y=X\beta +\varepsilon }
- Z é uma matriz de instrumentos
- {\displaystyle E\left[\varepsilon \varepsilon ^{T}|X\right]=\sigma ^{2}\Omega } é a matriz de variância-covariância dos erros.

Os principais métodos econométricos para realizar regressões, bem como seus estimadores (na forma matricial), são:
| Método de estimação                                  | Hipóteses principais                              | Estimador {\displaystyle {\hat {\beta }}}                                                    | Matriz de Variância-Covariância do estimador                                                          |
| ---------------------------------------------------- | ------------------------------------------------- | -------------------------------------------------------------------------------------------- | --- |
| Método dos mínimos quadrados (OLS)                   | linearidade; {\displaystyle E[\varepsilon \|X]=0} | {\displaystyle {\hat {\beta }}^{OLS}=\left[X^{T}X\right]^{-1}X^{T}y}                         | {\displaystyle Var\left({\hat {\beta }}^{OLS}\right)=\sigma ^{2}\left[X^{T}X\right]^{-1}}             |
| mínimos quadrados generalizados                      | {\displaystyle \Omega } é conhecida e invertível  | {\displaystyle {\hat {\beta }}^{GLS}=\left[X^{T}\Omega ^{-1}X\right]^{-1}X^{T}\Omega ^{-1}y} | {\displaystyle Var\left({\hat {\beta }}^{GLS}\right)=\sigma ^{2}\left[X^{T}\Omega ^{-1}X\right]^{-1}} |
| Método da máxima verossimilhança                     | distribuição conhecida                            | {\displaystyle {\hat {\beta }}^{MV}=}                                                        | e |
| Método dos momentos generalizado                     | e                                                 | {\displaystyle {\hat {\beta }}^{GMM}=\left[X^{T}\Omega ^{-1}X\right]^{-1}X^{T}\Omega ^{-1}y} | e |
| Variáveis instrumentais                              | {\displaystyle E[\varepsilon \|X]\neq 0}          | {\displaystyle {\hat {\beta }}^{OLS}=\left[Z^{T}X\right]^{-1}Z^{T}y}                         | e |
| Método dos mínimos quadrados em dois estágios (MQ2E) | e                                                 | e                                                                                            | e |
| Método bayesiano                                     | e                                                 | e                                                                                            | |

### Organização dos dados
Dependendo dos dados que se possui, é possível realizar estudos organizando-os das seguintes maneiras:
- Secções cruzadas, ou cross section para uma ou mais variáveis estáticas no tempo;
- Séries temporais, ou time series para uma ou mais variáveis observadas ao longo do tempo;
- Dados em painel, ou panel data são informações de indivíduos ou firmas (ou alguma outra dimensão), que podem ser acompanhadas ao longo do tempo. Dados em painel podem ser divididos em painéis balanceados ou não-balanceados. Em painéis balanceados se acompanham a mesma entidade ao longo de todo o período, já em painéis não-balanceados a entidade pode entrar no banco de dados e sair antes de terminar o período de observação.

## Exemplo
"A renda ({\displaystyle R}) de uma família influencia no consumo ({\displaystyle C}) da mesma?"
Em econometria, essa questão é respondida através da proposta de um modelo como, por exemplo:
{\displaystyle C=\alpha +\beta R+\varepsilon }
, onde
- {\displaystyle C\,\!}: Consumo
- {\displaystyle \alpha \,\!}: Constante do modelo
- {\displaystyle \beta \,\!}: Coeficiente do modelo para Renda
- {\displaystyle R\,\!}: Renda
- {\displaystyle \varepsilon \,\!}: Erro

em que a hipótese nula é que {\displaystyle \beta =0\,\!} e a hipótese alternativa é {\displaystyle \beta \neq 0\,\!}.
Com uma base de dados sobre renda e consumo e com as técnicas econométricas, esse modelo pode ser estimado e a hipótese nula pode ser testada.
Se a hipótese nula for rejeitada, podemos dizer com um certo nível de confiança que a renda da família influencia seu consumo.
É importante notar que a econometria trata de um estudo genérico. Não é interessada em observar casos pontuais ou específicos, mas, sim, o movimento global da teoria. No caso do exemplo acima, testar se, para um determinado grupo estudado, a renda adquirida influencia no consumo dos mesmos.
Outros modelos econométricos mais robustos levam em consideração outros fatores e premissas com o objetivo de melhorar sua assertividade.

## Problemas comuns na análise econométrica
Diversos problemas podem surgir em uma análise de regressão, comprometendo a confiabilidade dos valores dos coeficientes estimados, assim como a inferência estatística. Entre os problemas mais comuns se destacam, principalmente:
- Multicolinearidade
- Heteroscedasticidade
- Autocorrelação
- Endogeneidade
- Atrição

## Econometria e Economia Matemática
O termo econometria é as vezes confundido com economia matemática.
O termo "metria" do último termo está relacionado a medição de dados econômicos, abordando estudos de observações empíricas através de métodos estatísticos de estimação e testes de hipóteses. O ramo da economia matemática, por sua vez, se destina a aplicação da matemática a aspectos puramente teóricos da análise econômica, preocupando-se muito pouco, ou quase nada, com problemas estatísticos como erros de medição das variáveis que estão sendo investigadas.
A aplicação da economia matemática se concentra no raciocínio dedutivo e não ao indutivo, lidando portanto, com problemas teóricos e não empíricos, não desmerecendo a econometria como menos relevante.
Uma vez que os estudos empíricos e análises teóricas são complementares e se reforçam mutuamente, a validade das teorias são testadas em relação aos dados empíricos antes que elas possam ser aplicadas com confiança. Em contrapartida, o trabalho estatístico necessita da teoria econômica como guia, para determinar a direção mais relevante e proveitosa da pesquisa.
Todavia, de uma certa forma, a economia matemática pode ser considerada a mais básica das duas, pois para desenvolver um estudo estatístico e econométrico significativo, é indispensável uma boa estrutura teórica - de preferência em formulação matemática.

## Software econométrico
- Julia
- EViews – Um software para análise econométrica
- GAUSS
- GNU R
- GNU Octave
- Gretl – Um software livre, similar ao EViews
- IGEst – Um software livre, com interface minimalista
- JMulTi (em inglês)
- LIMDEP – Um software para análise econométrica
- Matlab
- PSPP
- Scilab
- SAS
- SPSS
- Comparação de pacotes estatísticos (em inglês)